# Toledo (Ohio)
Toledo es una ciudad ubicada en el condado de Lucas en el estado estadounidense de Ohio. En el Censo de 2010 tenía una población de 287 208 habitantes y una densidad poblacional de 1318,19 personas por km². Toledo es la cuarta ciudad más grande de Ohio. Se encuentra a orillas del río Maumee.
Se la conoce como la Ciudad de Cristal, gracias a su larga tradición en la innovación en todos los aspectos de la industria del vidrio, en cuyo museo tiene una extensa colección. El automóvil Jeep se ha manufacturado en Toledo desde 1941. Es ciudad universitaria.
Es sede de la Diócesis de Toledo y de todo el Medio-Oeste (Patriarcado ortodoxo de Antioquía)

## Geografía
Toledo está situado en las coordenadas 41°39′51″N 83°34′55″O / 41.66417, -83.58194. Según la Oficina del Censo de los Estados Unidos, Toledo tiene una superficie total de 217,88 km², de la cual 208,99 km² pertenecen a tierra firme y (4,08 %) 8,89 km² es agua.
Está en el noroeste del estado de Ohio, junto a la bahía de Maumee, extremo occidental del lago Erie y la atraviesa el río Maumee. Está cerca del estado de Míchigan. Sus coordenadas son 41°39′ N y 83°33′ O. Su elevación sobre el nivel del mar es de 187 metros. Gran parte de la ciudad ocupa suelo formado sintéticamente y que al principio estaba ocupado por pantanos.
El terreno es generalmente llano, y el suelo es fértil, particularmente en el valle del Maumee.
La proximidad del lago modera las temperaturas, de forma que las nevadas suelen ser ligeras. La temperatura media de enero es de -5,3 °C, la de julio es de 22,3 °C, y la media anual asciende a 9,2 °C.

## Gobierno
La ciudad se gobierna mediante un alcalde (mayor) y doce concejales (council members) que forman el concejo (city council). Seis de los concejales se eligen por distritos y los otros seis por toda la ciudad (at-large). Tanto el alcalde como los concejales se eligen por periodos de cuatro años. La posición del alcalde es muy fuerte en el ordenamiento de Toledo.

## Historia
Los tramperos y comerciantes franceses empezaron a recorrer la zona a partir de los años ochenta del siglo XVII, pero no se construyó ningún asentamiento estable. El área se abrió a la colonización anglosajona tras la batalla de los Árboles Caídos en 1794, que llevó a una serie de tratados con los indios entre los años 1795 y 1817. Entre 1803 y 1805 se edificó un fuerte (Fort Industry) en la desembocadura del torrente Swan Creek. A partir de la guerra de 1812, hubo un establecimiento de población permanente en torno al fuerte. Se fundaron dos poblaciones en la zona: Port Lawrence (1817) y Vistula (1832), que se unieron en 1833 bajo el nombre de Toledo. Aunque se han dado varias versiones, se desconoce con seguridad la razón por la que se eligió tal nombre.  

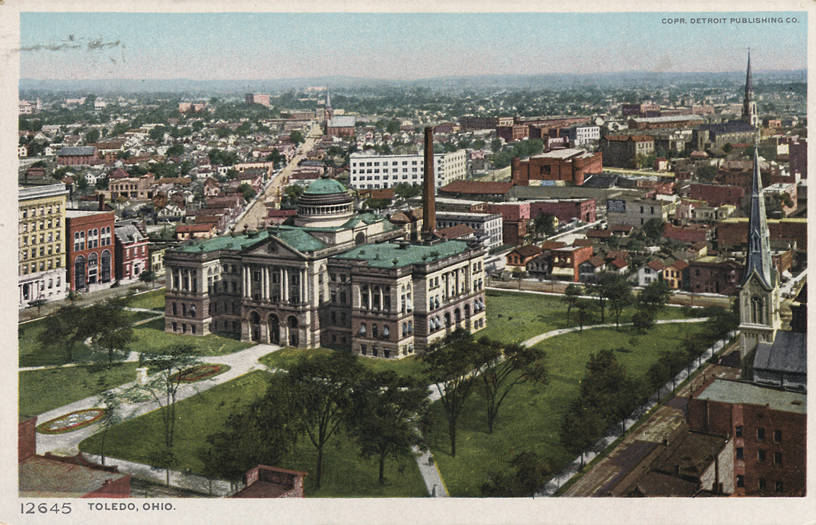
Vista de la ciudad hacia comienzos del

Desde 1835, Toledo es la capital del condado de Lucas, incorporándose como ciudad en 1837. En los años treinta de ese siglo, el estado de Ohio decidió incorporar la región de Toledo a su plan de construcción de canales. Sin embargo, la zona no formaba parte del estado, sino del Territorio de Míchigan, por lo que se produjo un problema de límites conocido como la Guerra de Toledo en 1835. Los habitantes de la zona presionaban para que el bajo valle del Maumee pasara de Míchigan a Ohio. El conflicto lo solucionó el presidente Andrew Jackson otorgando el territorio en disputa a Ohio y compensando a Míchigan con la que actualmente es su península septentrional.
El desarrollo industrial de la región se produjo durante esa década y la siguiente, al construirse canales de navegación y ferrocarriles.
Edward Libbey y Michael Owens empezaron a desarrollar la industria del vidrio en la década de 1880.

## Demografía
Según el censo de 2010, había 287 208 personas residiendo en Toledo. La densidad de población era de 1318,19 hab./km². De los 287 208 habitantes, Toledo estaba compuesto por el 64.83 % blancos, el 27.18 % eran afroamericanos, el 0.37 % eran amerindios, el 1.14 % eran asiáticos, el 0.03 % eran isleños del Pacífico, el 2.58 % eran de otras razas y el 3.88 % pertenecían a dos o más razas. Del total de la población, el 7.39 % eran hispanos o latinos de cualquier raza.
| Población por año |           |                                       |
| Año               | Población | Ranking de ciudades de Estados Unidos |
| 1860              | 13 768    | 68.ª                                  |
| 1870              | 31 584    | 40.ª                                  |
| 1880              | 50 137    | 35.ª                                  |
| 1890              | 81 434    | 34.ª                                  |
| 1900              | 131 822   | 26.ª                                  |
| 1910              | 168 497   | 30.ª                                  |
| 1920              | 243 164   | 26.ª                                  |
| 1930              | 290 718   | 27ª                                   |
| 1940              | 282 349   | 34.ª                                  |
| 1950              | 303 616   | 36.ª                                  |
| 1960              | 318 003   | 39.ª                                  |
| 1970              | 383 818   | 34.ª                                  |
| 1980              | 354 635   | 40.ª                                  |
| 1990              | 332.943   | 49.ª                                  |
| 2000              | 313.619   | 57.ª                                  |
| 2010              | 287.208   | 66.ª                                  |

Se trata de la cuarta aglomeración urbana del estado de Ohio. La población de la ciudad disminuye desde los años 1970.
Referimos los datos del documento 2005 American Community Survey Data Profile Highlights (enlace roto disponible en Internet Archive; véase el historial, la primera versión y la última). de la Oficina del Censo de los Estados Unidos, referidos a 2005.
- Habitantes: 285 937

- Varones: 138 873 (48,6 %). Mujeres: 147 064 (51,4 %) (la media de los Estados Unidos es de un 49,0 % de varones).

- Media de edad: 34,2 años (la media de Estados Unidos es 36,4 años). Población de menos de 5 años: 7,5 % (la media de Estados Unidos es 7,0 %). Población de 65 años o mayor: 12,0 % (la media de Estados Unidos es 12,1 %).

- Racialmente, el 66,3 % son blancos y el 25,4 % afroamericanos (las cifras para Estados Unidos son 74,6 % y 12,1 %, respectivamente).

- El 6,4 % de los habitantes son latinos, frente al 14,5 % en los Estados Unidos

- De la población de 25 o más años, el 81,7 % había acabado bachillerato (84,2 % de media en Estados Unidos), y el 17,3 % tenía estudios superiores (27,2 % de media en Estados Unidos).

- El porcentaje de personas nacidas en el extranjero es de 3,2 %, cuando la media nacional es de 14,4 %.

## Economía

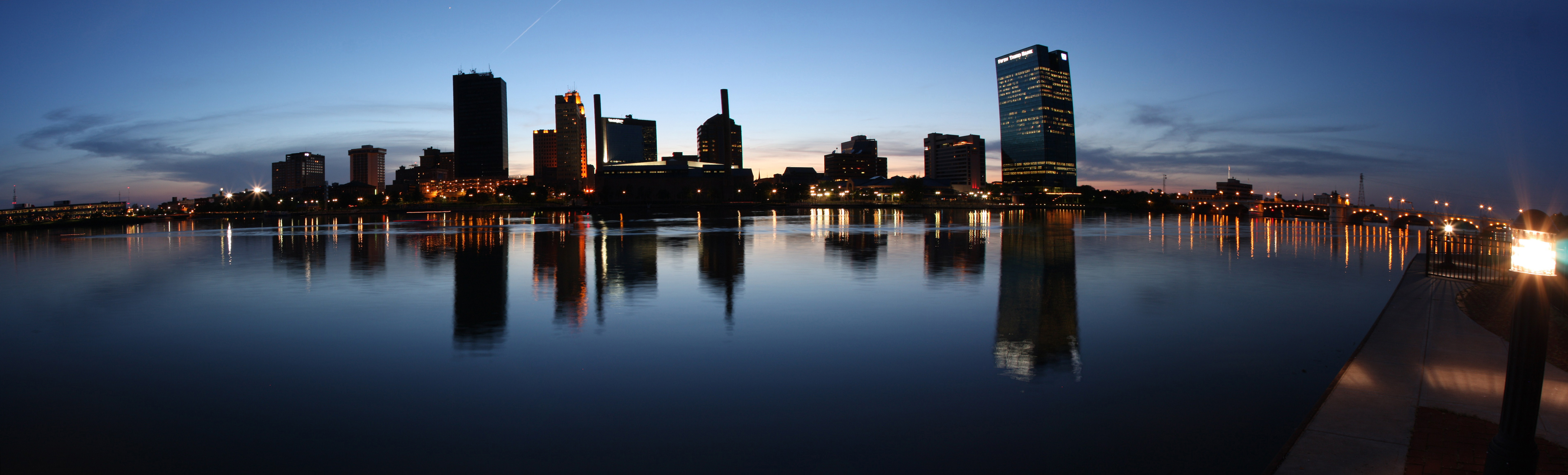
Skyline de la ciudad al atardecer

La situación ventajosa de Toledo en la región de los Grandes Lagos, con acceso navegable al océano a través del río San Lorenzo, se vio reforzada por la conexión a otros canales de navegación y la llegada del ferrocarril, en los años 1830 y 1840. Su puerto, gestionado por la Toledo-Lucas County Port Authority, es uno de los mayores del mundo en el transporte de carbón y hierro. También distribuye cereales y soja, petróleo y derivados, cemento y otras cargas, así como dispone de instalaciones para la reparación de barcos.
Entre las industrias de la región de Toledo se encuentran las del vidrio, automóvil, construcción naval, aeronáutica, metal, maquinaria, medicinas y fabricación de harinas. Existen más de mil fábricas y centros de producción en el área metropolitana. Los mayores empleadores incluyen Daimler AG, General Motors, Libbey Inc, Dana Corporation, Owens-Illinois Inc, ProMedica Health Systems y el sistema de escuelas públicas. El octavo mayor empleador es el Medical College of Ohio. Al mismo tiempo, en su territorio se encuentra la histórica planta de producción de la marca Jeep, donde anteriormente operó su precursora Willys-Overland Motors, inventora del famoso vehículo todoterreno.
Toledo dispone de un aeropuerto (Toledo Express) servido por siete aerolíneas y que es la base de operaciones de Burlington Air Express. El aeropuerto de Detroit se encuentra a menos de una hora en automóvil.

## Ciudades hermanadas
Toledo está hermanada con la ciudad española de Toledo desde 1931, siendo este el primer hermanamiento entre ciudades en Norteamérica. En total, Toledo cuenta con ocho ciudades hermanas, designadas por Sister Cities International (SCI):
- Coimbatore (India)
- Delmenhorst (Alemania)
- Hyderabad (Pakistán)
- Londrina (Brasil)
- Poznań (Polonia)
- Qinhuangdao (China)
- Szeged (Hungría)
- Tanga (Tanzania)
- Toledo (España)
- Toyohashi (Japón)

### Pactos de amistad
- Banja Luka (Bosnia y Herzegovina)
- London (Canadá)
- Níkopol (Ucrania)
- Pohang (Corea del Sur)
- Tomsk (Rusia)